# Tóc dài

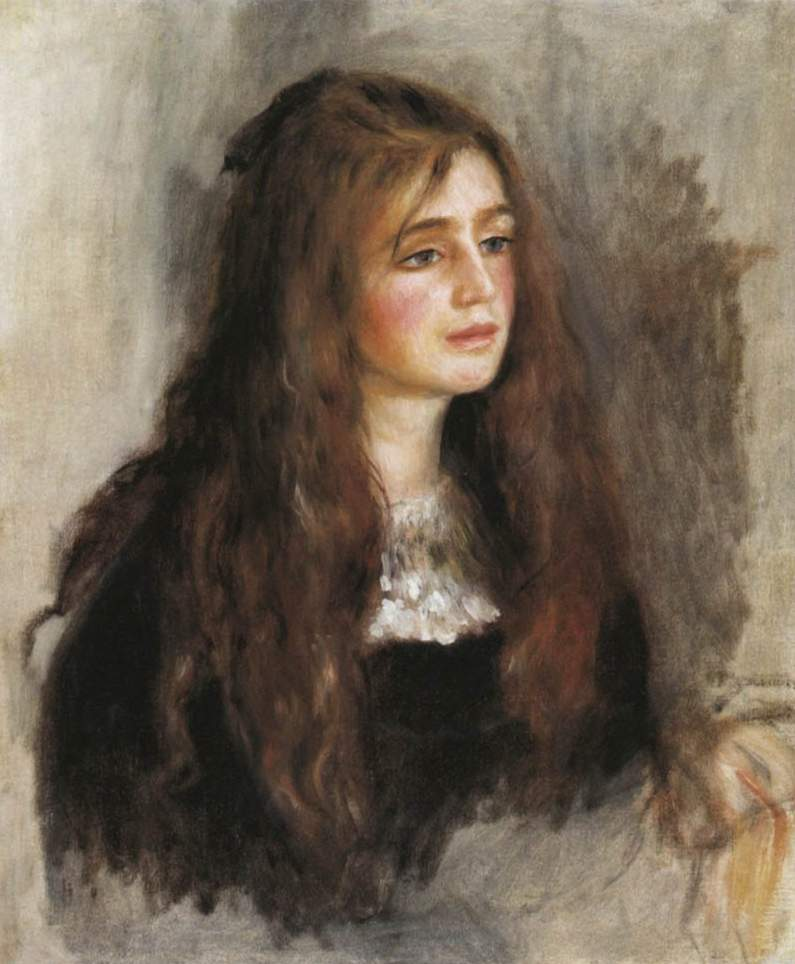
Chân dung Julie Manet bởi Renoir, 1894

Tóc dài là kiểu tóc mà tóc trên đầu được mọc tự nhiên đến một độ dài nhất định. Độ dài của tóc dài có thể thay đổi tùy theo từng nền văn hóa, thậm chí là trong cùng một nền văn hóa. Ví dụ, một người phụ nữ có mái tóc dài ngang cằm ở một số nền văn hóa có thể được coi là tóc ngắn, trong khi một người đàn ông có cùng độ dài tóc ở một số nền văn hóa tương tự có thể được coi là tóc dài.
Ở nhiều nền văn hóa, nam giới có mái tóc cắt ngắn được coi là nằm dưới sự kiểm soát của xã hội, chẳng hạn như khi ở trong quân đội hoặc nhà tù hoặc như một hình phạt cho tội ác. Tóc dài bóng mượt của phụ nữ thường được cả nam giới và phụ nữ trên các nền văn hóa đánh giá là hấp dẫn. Tỷ lệ mắc bệnh trichophilia (sự ham thích hoặc cuồng tín tóc) là 7% dân số, và tóc rất dài là chủ đề phổ biến của sự sùng bái trong nhóm này.

## Ý nghĩa sinh học
Con người, ngựa, đười ươi và sư tử là một trong số ít loài có thể mọc tóc dài trên đầu hoặc bờm rất dài. Con người được cho là đã mất bộ lông của mình cách đây 2,5-3 triệu năm khi chuyển từ môi trường sống trong rừng sang thảo nguyên mở, do tác động của quá trình chọn lọc tự nhiên, vì sự phát triển này giúp con người có thể chạy nhanh và săn mồi ở gần đường xích đạo mà không bị quá nóng. Tóc trên đầu là một ngoại lệ, đó là một đặc điểm sống còn vì nó cung cấp khả năng cách nhiệt nhiệt cho da đầu khỏi ánh nắng mặt trời, bảo vệ khỏi tiếp xúc với tia cực tím (UV) và cũng giúp làm mát (khi mồ hôi bốc hơi từ tóc ướt). Khả năng mọc tóc thẳng đã được quan sát ở các nhóm phụ Homo sapiens ở các vùng ít nắng hơn xa đường xích đạo. So với tóc kiểu Afro xoắn, tóc thẳng cho phép nhiều tia UV hơn chiếu vào da đầu (điều này rất cần thiết cho việc sản xuất vitamin D, rất quan trọng cho sự phát triển của xương).
Khả năng mọc tóc rất dài có thể là kết quả của quá trình chọn lọc tự nhiên, vì tóc dài và khỏe là dấu hiệu của khả năng sinh sản. Một lời giải thích về mặt sinh học tiến hóa cho sự hấp dẫn này là độ dài và chất lượng tóc có thể đóng vai trò như một dấu hiệu của tuổi trẻ và sức khỏe, thể hiện khả năng sinh sản của người phụ nữ. Vì tóc mọc chậm nên tóc dài có thể tiết lộ 2-3 năm về tình trạng sức khỏe, dinh dưỡng, tuổi tác và khả năng sinh sản của một người. Suy dinh dưỡng, thiếu hụt khoáng chất và vitamin do đói kém có thể gây rụng tóc hoặc thay đổi màu tóc (ví dụ: tóc đen chuyển sang màu đỏ).

## Ý nghĩa tâm lý
Các nhà nhân chủng học đã đưa ra các ước tính rằng tóc dài có thể mang ý nghĩa chức năng như một phần của trang sức tự nhiên, một sản phẩm phụ sau quá trình chọn lọc tự nhiên, sau khi loại lông nội tiết tố androgen/soma (lông trên cơ thể) chủ yếu đã biến mất. Một lý thuyết khác là tóc dài có thể là kết quả của sự chọn lọc giới tính trong cộng đồng ngư dân, trong đó mái tóc dài và mượt có thể đóng vai trò như một biểu tượng của sức khỏe và sự mạnh mẽ. Tuy nhiên, cần lưu ý rằng có những trường hợp và cá nhân mà tóc ngắn lại được coi là một đặc điểm được ưa chuộng
Khi đạt độ tuổi từ bảy đến chín tháng, trẻ sơ sinh có khả năng phân biệt giới tính dựa trên các yếu tố như độ dài tóc, cao độ giọng nói và đặc điểm khuôn mặt.

## Ý nghĩa văn hóa

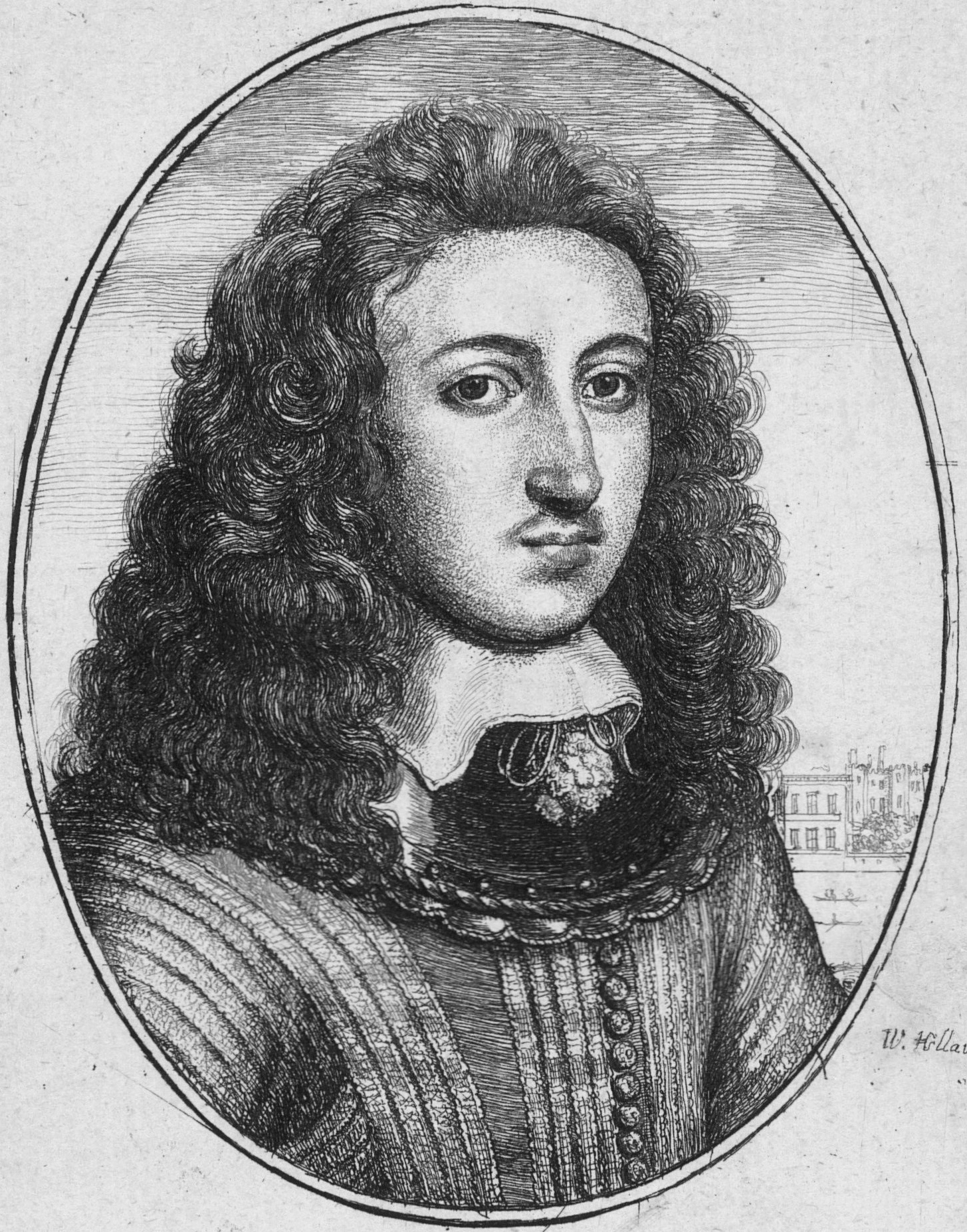
Một người đàn ông với mái tóc dài ngang vai, 1659

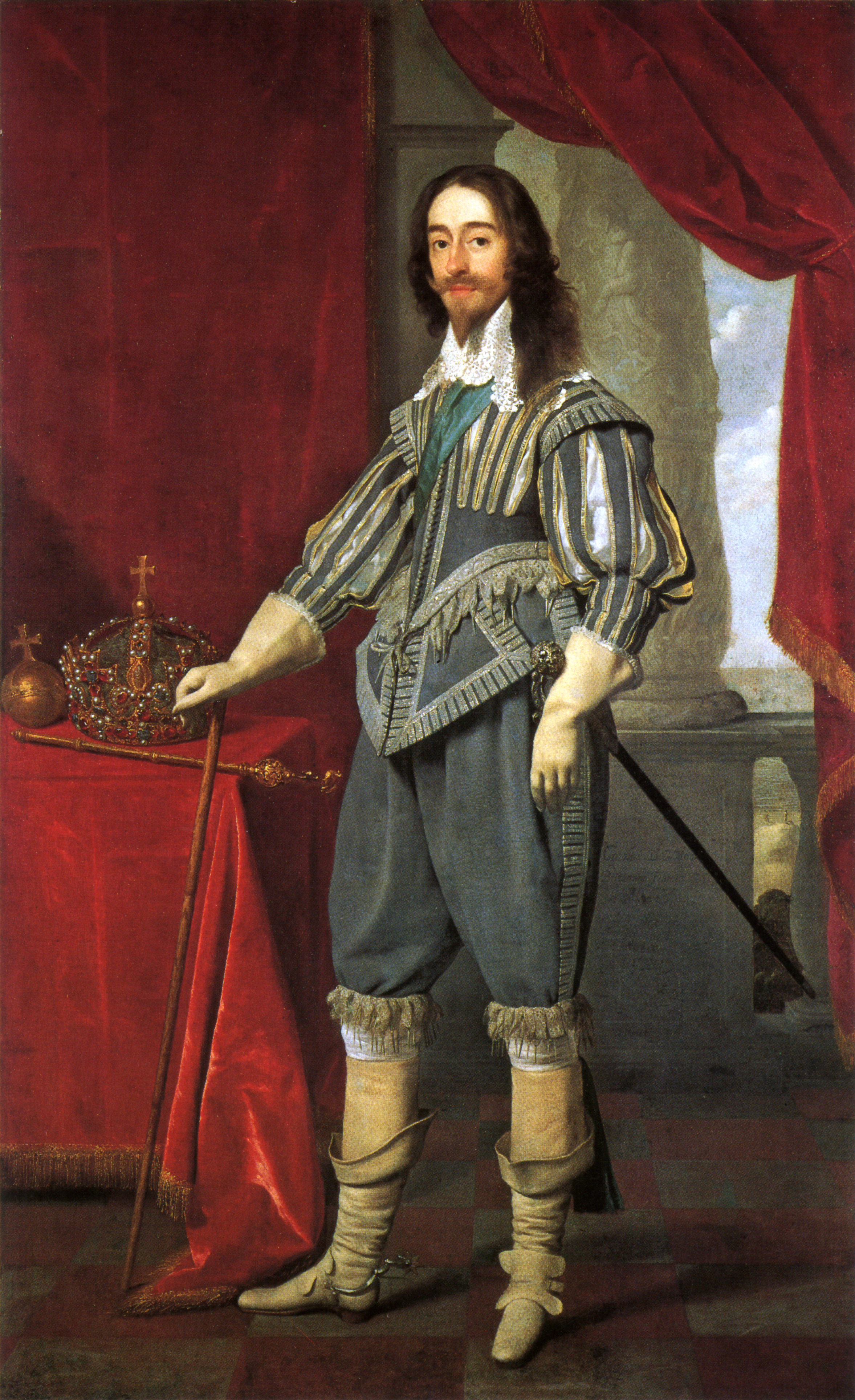
Charles I với mái tóc dài tự nhiên, của Daniel Mytens c. 1631.

Những cách sống thường được coi là cứng nhắc hơn, chẳng hạn như binh lính và kỷ luật tôn giáo, thường có những quy tắc rõ ràng về độ dài tóc. Ví dụ, các nhà sư Phật giáo cạo đầu như một phần của giáo lý thờ cúng của họ. Tương tự, những người đàn ông tôn giáo có mái tóc dài bao gồm Pagan giáo, những người Na-xi-rít của Kinh thánh Hebrew (Samson là một ví dụ nổi tiếng) và Sikh giáo. Các nền văn hóa khác có thể có cái nhìn tiêu cực về tóc dài nam; trong lịch sử, một số nhóm chinh phục đã sử dụng tóc dài của người bị chinh phục làm biểu tượng cho "sự khác biệt" hay sự thấp kém của họ, như trường hợp của người Ireland Gaelic dưới sự cai trị của người Anh và người Moor dưới sự cai trị của người Tây Ban Nha ở Tây Ban Nha thời Trung cổ.
Các nền văn hóa Đông Á truyền thống gắn kết mái tóc không được chải chuốt ở phụ nữ với thái độ vô trách nhiệm, vì phụ nữ ở Đông Á được kỳ vọng phải buộc tóc theo các kiểu như đuôi ngựa, bím hoặc búi, như một biểu tượng của trách nhiệm.

## Nghĩa chuyển
Nghĩa chuyển của "tóc dài" trong tiếng Anh thường là biểu thị cho một người có kiến thức nghệ thuật hoặc trí tuệ, một người sành thẩm mỹ. Như một thuật ngữ mô tả, nó đã được áp dụng cho người Merovingian và những người đam mê âm nhạc cổ điển, cũng như những người hippie và những người sành thẩm mỹ.

## Độ dài

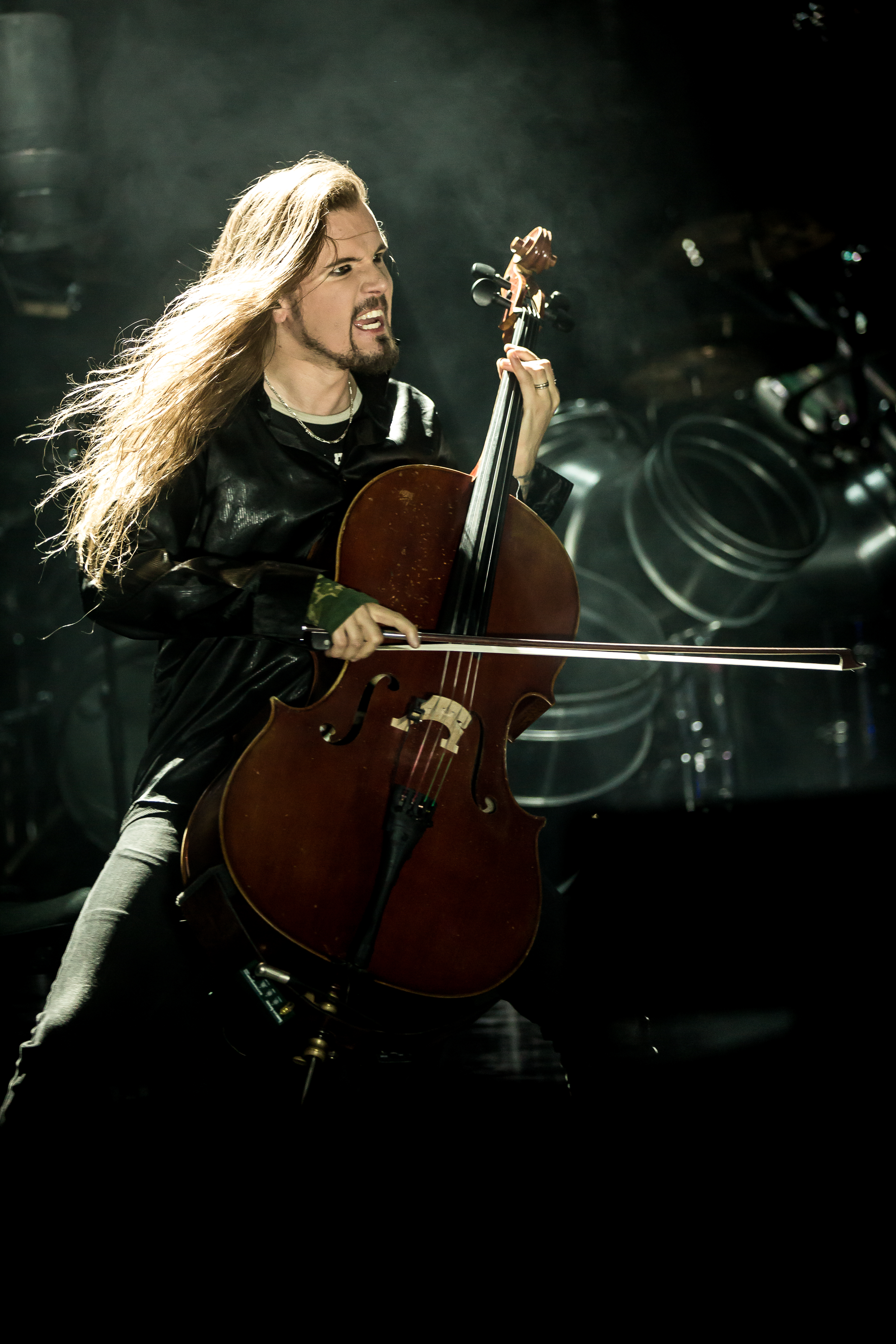
Nghệ sĩ cello người Phần Lan Perttu Kivilaakso với mái tóc dài ngang lưng.
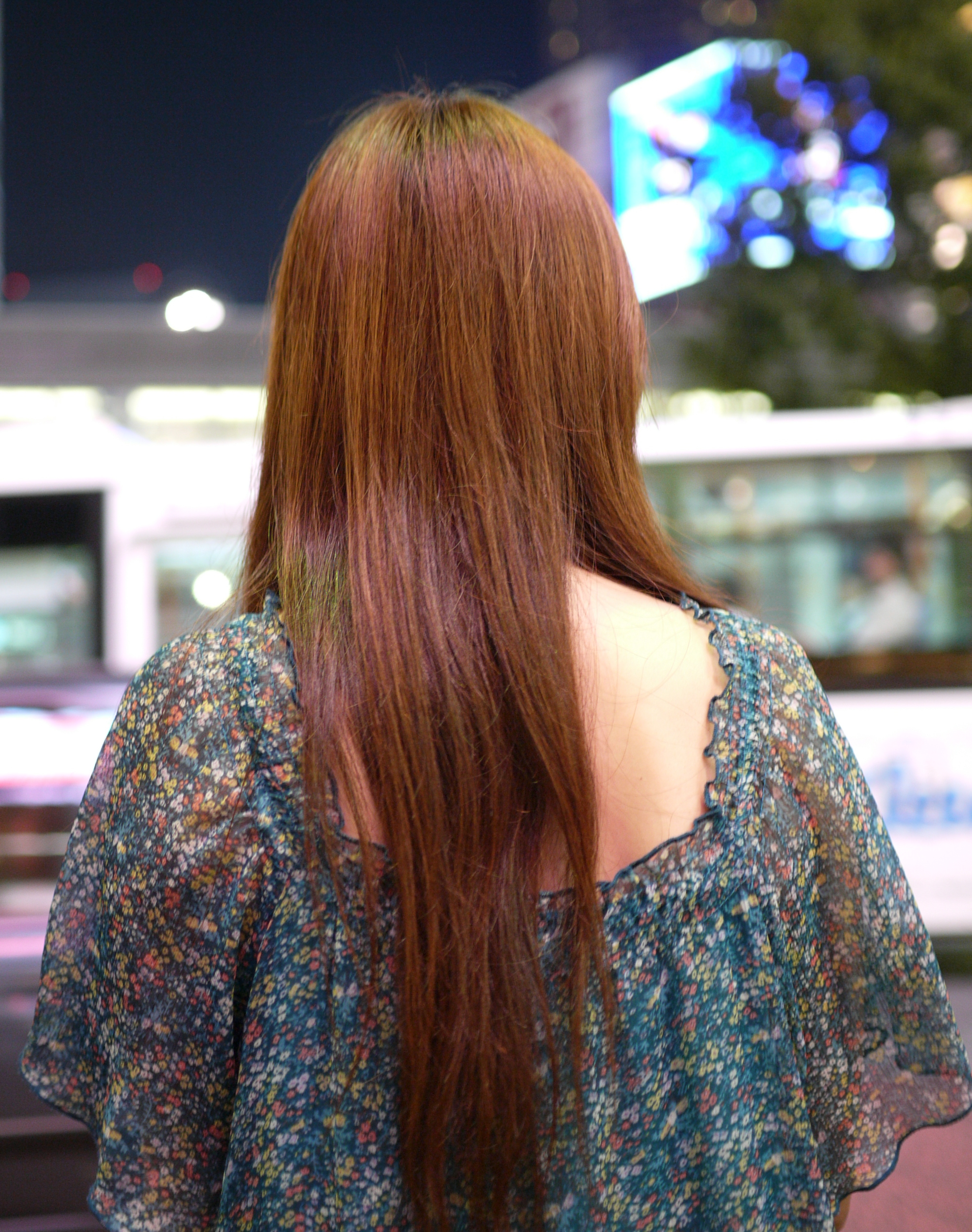
Một phụ nữ Nhật Bản với mái tóc dài ngang lưng.
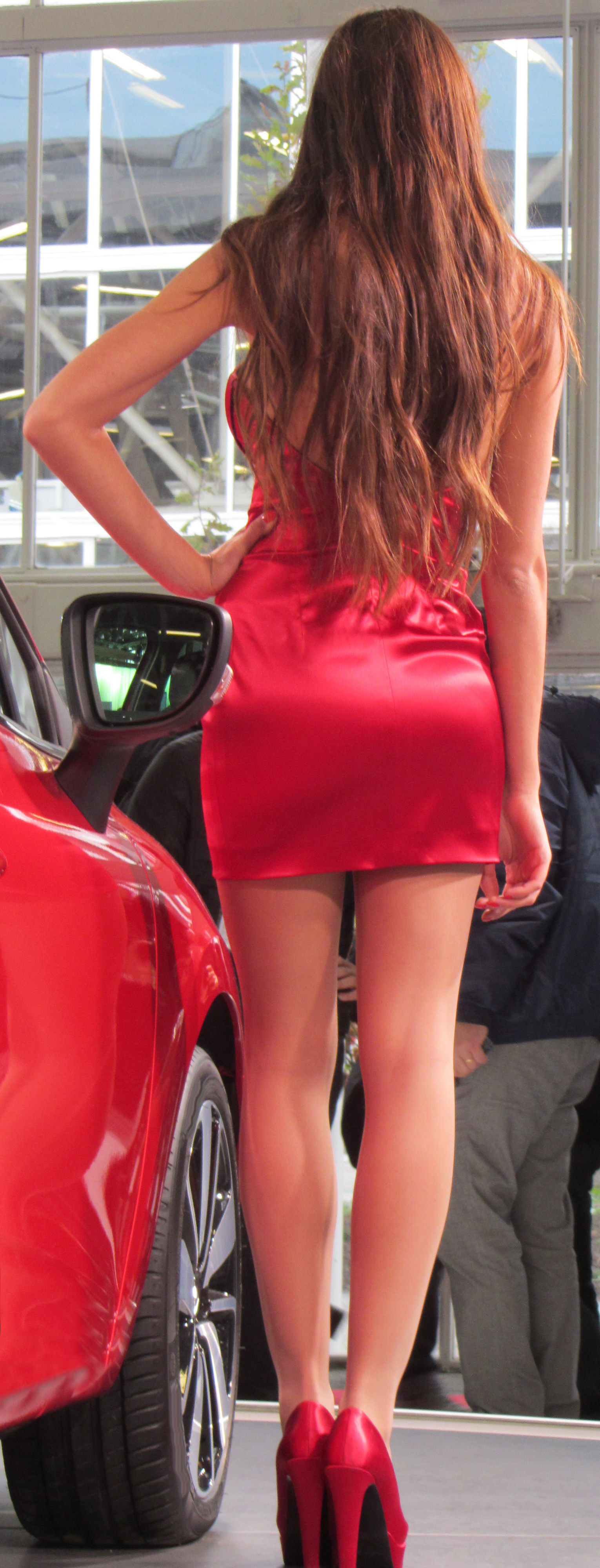
Phụ nữ Ý với mái tóc dài ngang lưng
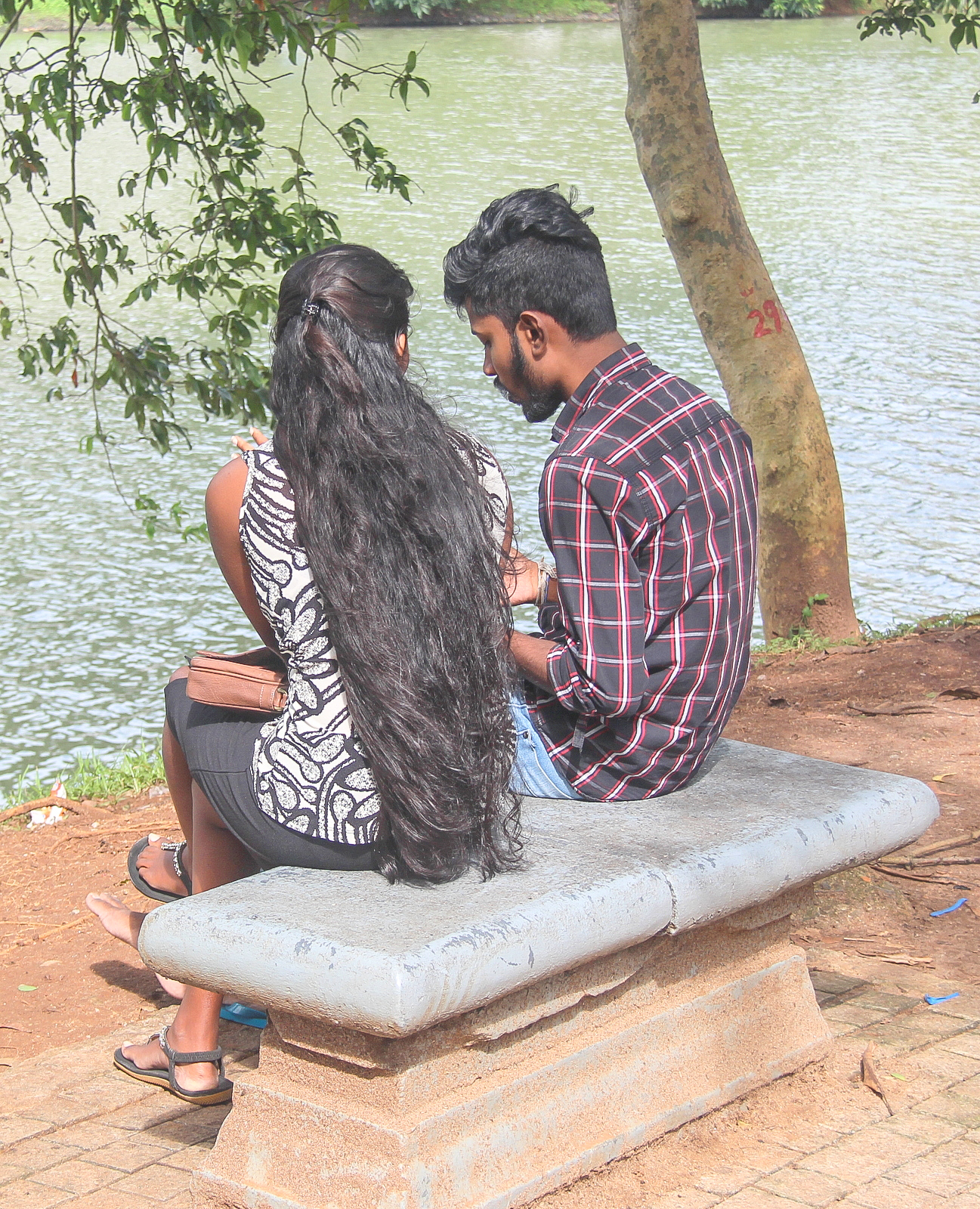
Một phụ nữ Sri Lanka với mái tóc dài cổ điển
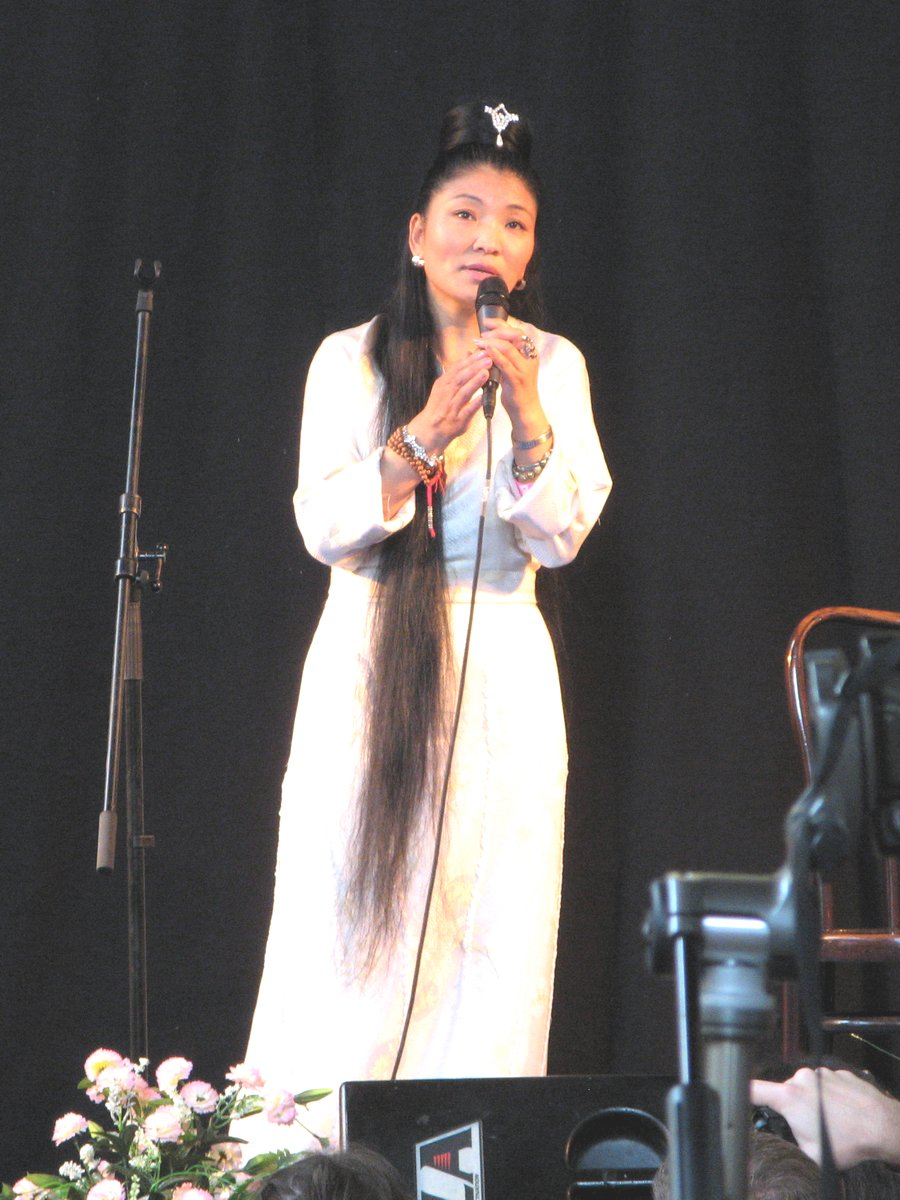
Một phụ nữ Tây Tạng với mái tóc dài đến đầu gối
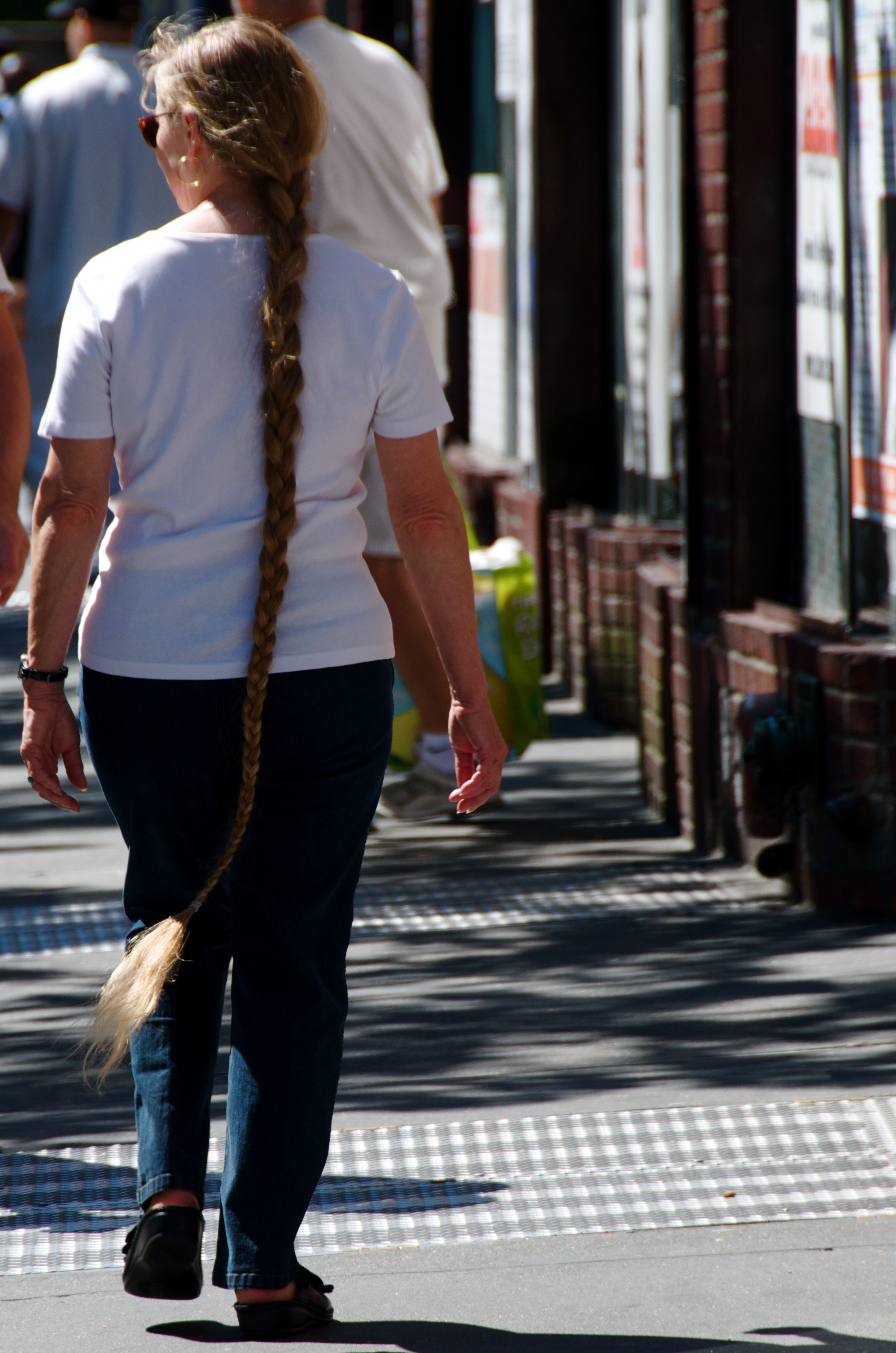
Một phụ nữ Mỹ với mái tóc tết dài đến đầu gối

Độ dài tóc thường được đo (bằng cm hoặc inch) từ đường chân tóc trên trán qua điểm cao nhất của hộp sọ đến điểm kết thúc, và đôi khi từ đỉnh đầu. Cách đo thứ hai sẽ cho kết quả ngắn hơn khoảng 10 cm. Trong thẩm mỹ, độ dài tóc thường được phân loại theo bộ phận cơ thể mà phần lớn tóc dài nhất kết thúc, bao gồm: ngang cằm, ngang vai, ngang xương bả vai/ngang lưng, ngang eo, ngang hông (tức là ngang đùi trên, nơi chân gặp mông), ngang đùi, ngang đầu gối và ngang mắt cá chân/sàn nhà.
Thông thường, tóc cần khoảng hai năm để dài đến vai, và khoảng bảy năm để dài đến eo/hông, bao gồm việc cắt tỉa thường xuyên (khoảng 80–90 cm từ trán đối với hầu hết mọi người).

### Độ dài tối đa
Độ dài tối đa mà tóc có thể đạt được là khoảng 15 cm đối với trẻ sơ sinh (dưới 1 tuổi), khoảng 60 cm đối với trẻ em và thường là 100 cm đối với người lớn. Một số người có thể đạt được độ dài tóc vượt trội. Độ dài tóc hơn 150 cm thường được nhìn thấy trong các cuộc thi tóc dài.. Tạ Thu Bình (謝秋萍, Xie Qiuping) có mái tóc dài nhất được ghi nhận trên thế giới, đo được 5,627 mét vào tháng 5 năm 2004.
Độ dài tóc tối đa phụ thuộc vào độ dài của giai đoạn anagen (giai đoạn tóc mọc) của từng cá nhân. Tóc dài ngang eo hoặc dài hơn chỉ có thể đạt được đối với những người có giai đoạn anagen dài. Giai đoạn anagen kéo dài từ 2 đến 7 năm, đối với một số cá nhân thậm chí còn lâu hơn, và được theo sau bởi các giai đoạn catagen (chuyển đổi) và telogen (nghỉ ngơi) ngắn hơn. Tại bất kỳ thời điểm nào, khoảng 85% sợi tóc đang ở giai đoạn anagen. Gen yếu tố tăng trưởng nguyên bào sợi 5 (FGF5) ảnh hưởng đến chu kỳ tóc ở động vật có vú bao gồm cả con người; chặn FGF5 ở da đầu người (bằng cách sử dụng chiết xuất thảo dược chặn FGF5) sẽ kéo dài chu kỳ tóc, dẫn đến ít rụng tóc và tóc mọc nhiều hơn.

## Lịch sử văn hóa

### Châu Âu

#### Hy Lạp và La Mã cổ đại

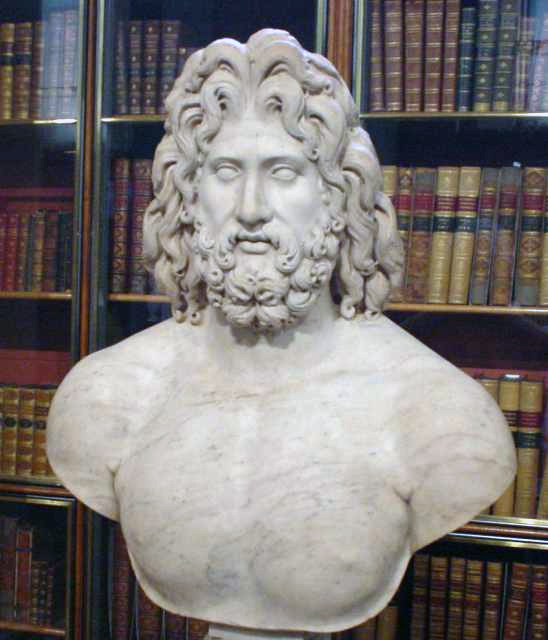
Đầu tượng khổng lồ bằng đá cẩm thạch của thần Zeus tóc dài của La Mã, thế kỷ thứ 2 Công nguyên.

Ở Hy Lạp cổ đại, tóc dài của nam giới là biểu tượng của sự giàu có và quyền lực, trong khi đầu trọc là phù hợp với một nô lệ. Người Hy Lạp cổ đại có một số vị thần và anh hùng để tóc dài, bao gồm Zeus, Achilles, Apollo và Poseidon. Lính Hy Lạp được cho là đã để tóc dài trong trận chiến. Những chiến binh như vậy coi đó là dấu hiệu của quý tộc và được cho là đã chải tóc công khai để khoe mẽ. Ngoài ra, để kẻ thù không nắm được tóc của mình trong trận chiến, họ được biết là đã cắt ngắn phía trước, nhưng để dài phía sau, nơi nó ít bị với tới hơn (mullet). Một cách giải thích thay thế phổ biến cho niềm tin thông thường là họ để tóc dài và chỉ đơn giản buộc lại thành kiểu tóc được gọi là đuôi ngựa để tránh xa tầm với của kẻ thù. Phương pháp đuôi ngựa cho phép các chiến binh, những người thường di chuyển đến chiến trường với lượng trang bị tối thiểu để họ có thể tránh tải trọng quá nặng trong các cuộc hành quân dài, để tóc của họ dễ quản lý với một đoạn dây nhỏ để giữ nó tại chỗ và một con dao để cắt ngắn phần sau bằng một nhát. Tuy nhiên, vào khoảng thế kỷ thứ 6, nam giới Hy Lạp đã chuyển sang kiểu tóc ngắn hơn, ngoại trừ người Sparta. Phụ nữ trong văn hóa giữ kiểu tóc dài hơn, đối với họ, nó thể hiện sự tự do, sức khỏe và giàu có, cũng như hành vi tốt. Ở nam giới, tóc dài vào thời điểm này được coi là dấu hiệu của lòng kiêu hãnh giả tạo.
Pliny Già trong tác phẩm Lịch sử tự nhiên và Varro đã đề cập rằng người La Mã không bắt đầu cắt tóc ngắn cho đến khi thợ cắt tóc được giới thiệu đến Ý từ Sicily bởi P. Ticinius Mena vào năm 299 trước Công nguyên. Phụ nữ trong thời La Mã coi trọng mái tóc dài, thường có phần giữa. Ngoài thời kỳ đầu, tóc của nam giới thường ngắn hơn tóc của phụ nữ, mặc dù các nền văn hóa khác thời bấy giờ, chẳng hạn như người Hy Lạp ở phương đông, coi tóc dài là đặc trưng của các nhà triết học, những người được cho là quá bận rộn với việc học tập để bận tâm đến tóc. Tuy nhiên, nghiêm ngặt trong tỉnh của Rome, kiểu tóc ngắn đặc biệt phổ biến. Khi Julius Caesar chinh phục người Gauls, những người ưa thích tóc dài, ông đã ra lệnh cắt ngắn tóc của họ.

#### Thời Trung Cổ
Ở châu Âu thời Trung cổ, tóc ngắn thường biểu thị cho tình trạng nô lệ và nông dân, trong khi tóc dài thường được gán cho những người tự do, như trường hợp của những bộ tộc Germanic người Goth và Merovingian.
Người Ireland Gaelic (cả nam và nữ)  rất tự hào về mái tóc dài của họ—ví dụ, một người có thể bị phạt nặng nếu cắt tóc ngắn của đàn ông khi không có sự đồng ý của họ. Khi người Anglo-Norman và người Anh xâm chiếm Ireland, độ dài tóc trở thành biểu tượng cho lòng trung thành của một người. Những người đàn ông Ireland cắt tóc ngắn được coi là đang từ bỏ di sản Ireland của họ. Tương tự, những người thực dân Anh để tóc dài ở phía sau được coi là đang từ bỏ vai trò của mình là thần dân Anh và theo đuổi cuộc sống của người Ireland. Vì vậy, độ dài tóc là một trong những cách phổ biến nhất để đánh giá một người đàn ông Anh thực sự trong thời kỳ này. Người Hồi giáo ở các khu vực Cơ đốc giáo được lệnh phải để tóc ngắn và rẽ ngôi, vì kiểu tóc dài hơn của họ được coi là phản nghịch và man rợ.

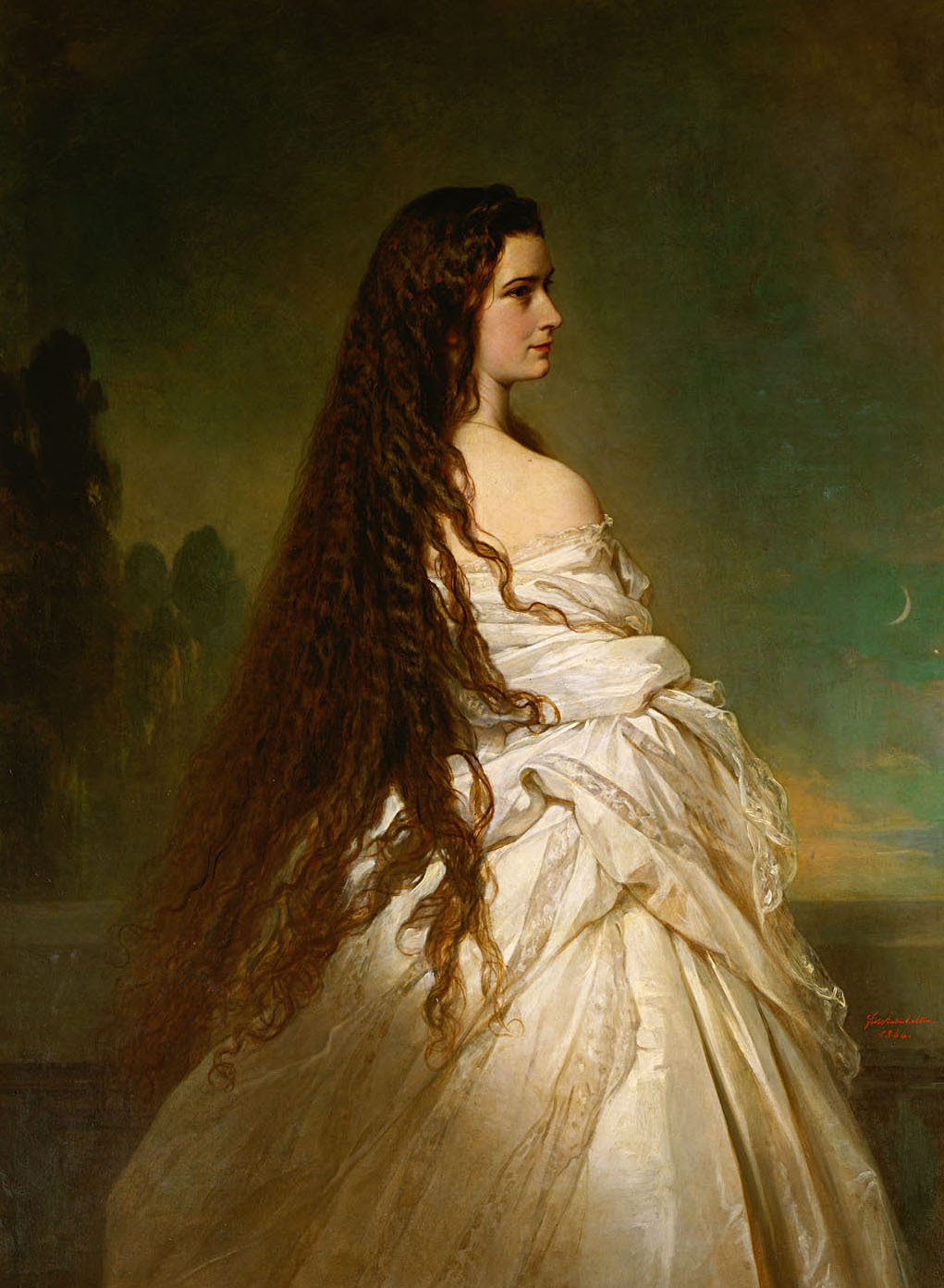
Hoàng hậu Elisabeth của Áo với mái tóc dài đến đùi vào năm 1865. (Bức tranh của Franz Xaver Winterhalter)

Truyền thống tóc dài phổ biến ở nam giới Anh và Pháp vào thế kỷ 11 và 12, mặc dù tóc ngắn hơn cũng được coi là chấp nhận được, chủ yếu là do sự chấp thuận của Giáo hội Công giáo La Mã. Truyền thống này phần lớn được tạo ra bởi các vị vua từ chối kiểu tóc ngắn hơn, khiến người dân noi theo. Wulfstan, một nhà lãnh đạo tôn giáo, lo lắng rằng những người có tóc dài sẽ chiến đấu như phụ nữ và không thể bảo vệ Anh khỏi sự xâm lược của nước ngoài. Những ý tưởng tương tự cũng có thể được tìm thấy ở các nhà lãnh đạo quân sự sau này, chẳng hạn như ở Liên minh miền Nam Hoa Kỳ.  Các hiệp sĩ và người cai trị cũng đôi khi cắt hoặc nhổ tóc để tỏ lòng hối cải và thương tiếc, và tóc của một người hầu thường được cắt ngắn hơn tóc của một hiệp sĩ. Phụ nữ đã kết hôn để tóc buông xõa ở nơi công cộng bị mọi người phản đối, vì điều này thường dành riêng cho những người chưa kết hôn, mặc dù họ được phép để tóc buông xõa trong tang lễ, để thể hiện trạng thái đau buồn của họ. Trong những thế kỷ này, người ta mong đợi các Cơ đốc hữu phương Đông cũng để tóc dài và râu dài, đặc biệt là đối với các giáo sĩ và tu sĩ.
Vào thời Nội chiến Anh từ năm 1642 đến 1651, độ dài tóc của nam giới ở Anh là biểu tượng cho sự tranh chấp giữa Cavaliers và Roundheads (Puritans). Cavaliers để tóc dài hơn và ít theo đạo hơn, được Roundheads coi là những kẻ dâm dật. Ngược lại, Roundheads ngoan đạo hơn thường có mái tóc ngắn hơn.
Cũng vào khoảng thời gian này, tóc dài ở Anh cũng được liên tưởng đến những nhà thám hiểm đã đến Mỹ và quen thuộc với văn hóa bản địa ở đó, tóc ngắn được liên tưởng đến những người ít mạo hiểm hơn.

#### Xu hướng thời trang tóc nữ trong thế kỷ 20 và 21

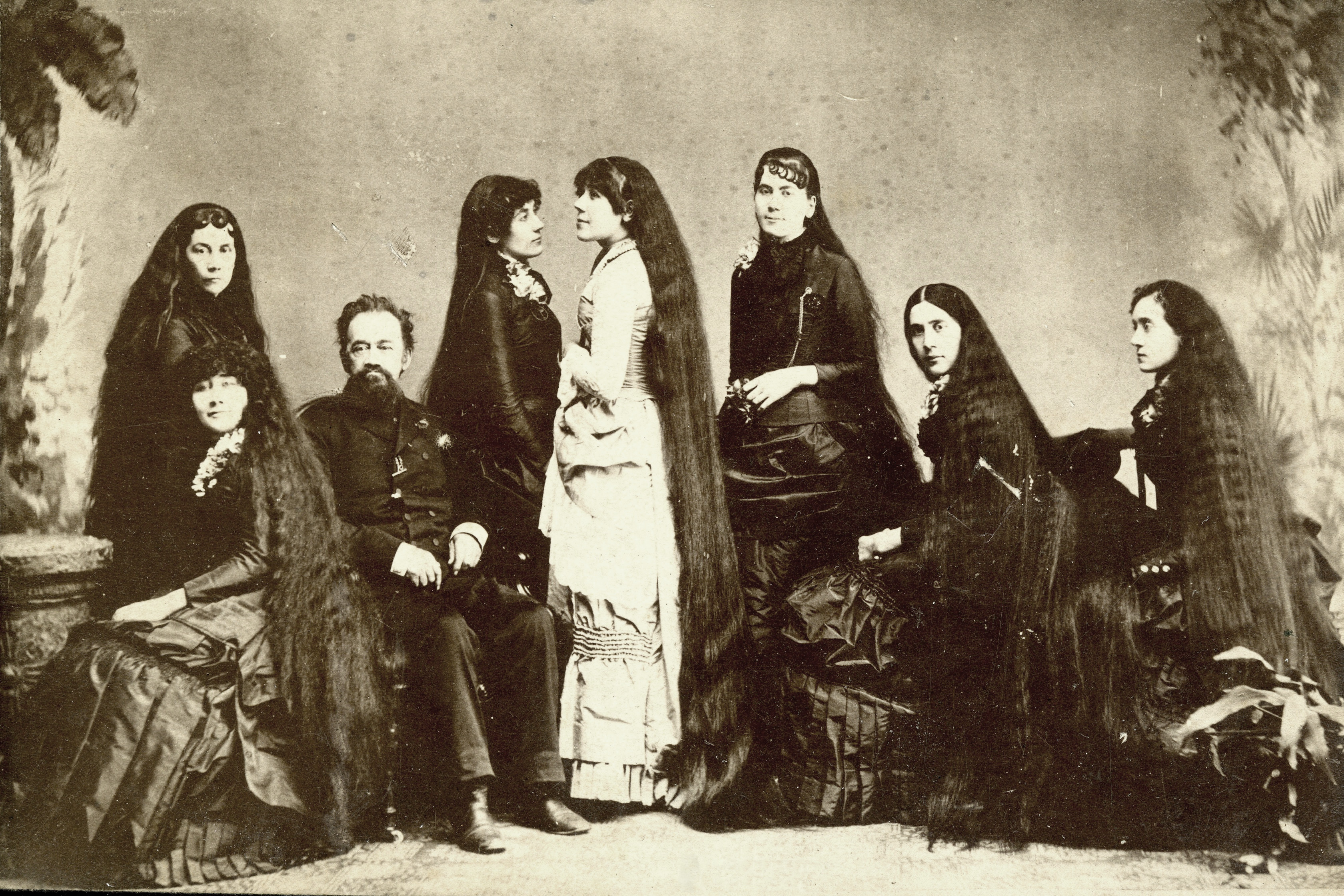
Bảy chị em nhà Sutherland là một nhóm các chị em người Mỹ nổi tiếng với mái tóc dài đến sàn nhà của họ. Họ đã biểu diễn và khoe mái tóc của mình trong một chương trình phụ của Barnum & Bailey's từ khoảng năm 1882 đến 1907.
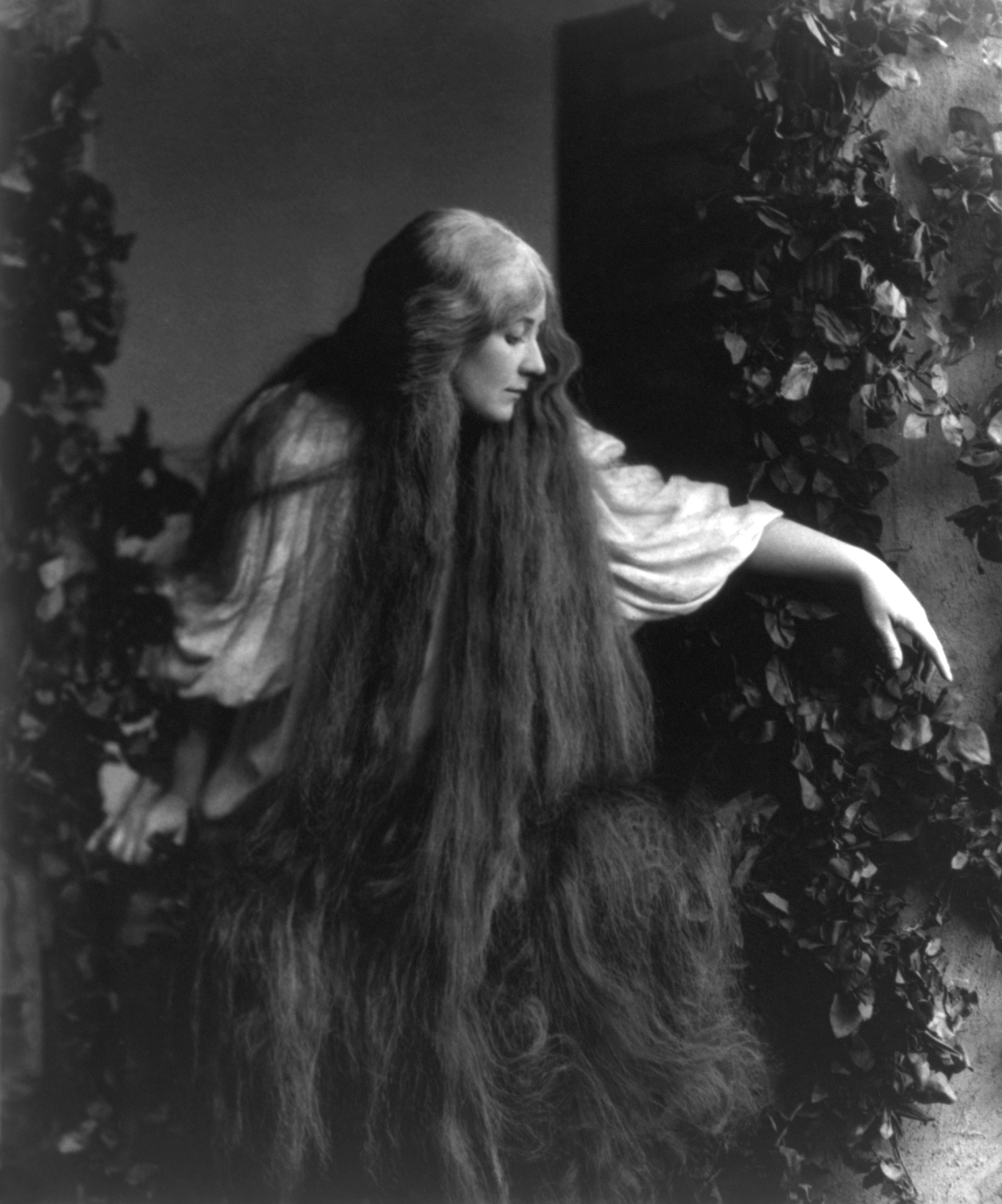
Ca sĩ opera Mary Garden vào năm 1908 với mái tóc dài đến đầu gối.

Tóc dài ở phụ nữ phổ biến ở phương Tây cho đến Thế chiến thứ nhất. Tóc dài của phụ nữ không bao giờ biến mất trong văn hóa phương Tây, mặc dù nó rất hiếm trong những năm 1920 và 1930.
Ở hầu hết các nền văn hóa hiện đại, phụ nữ để tóc dài phổ biến hơn nam giới. Một nghiên cứu của Mỹ cho thấy có mối tương quan đáng kể giữa độ dài tóc và tuổi tác, điều này chỉ ra rằng phụ nữ trẻ tuổi có xu hướng để tóc dài hơn phụ nữ lớn tuổi. Một mối tương quan đáng kể cũng được tìm thấy giữa độ dài tóc và chất tóc của phụ nữ. Hơn nữa, chất tóc có mối tương quan với sức khỏe thể chất được nhận thức của phụ nữ. Phù hợp với các nguyên tắc của tâm lý tiến hóa, những kết quả này chỉ ra rằng độ dài và chất tóc có thể đóng vai trò như một tín hiệu cho thấy tuổi trẻ và sức khỏe của phụ nữ, nghĩa là khả năng sinh sản. Tuy nhiên, mối tương quan giữa độ dài tóc của phụ nữ và tình trạng hôn nhân hoặc số con không đáng kể hơn so với mối tương quan giữa độ dài tóc và tuổi tác.

#### Xu hướng tóc nam trong thế kỷ 20 và 21

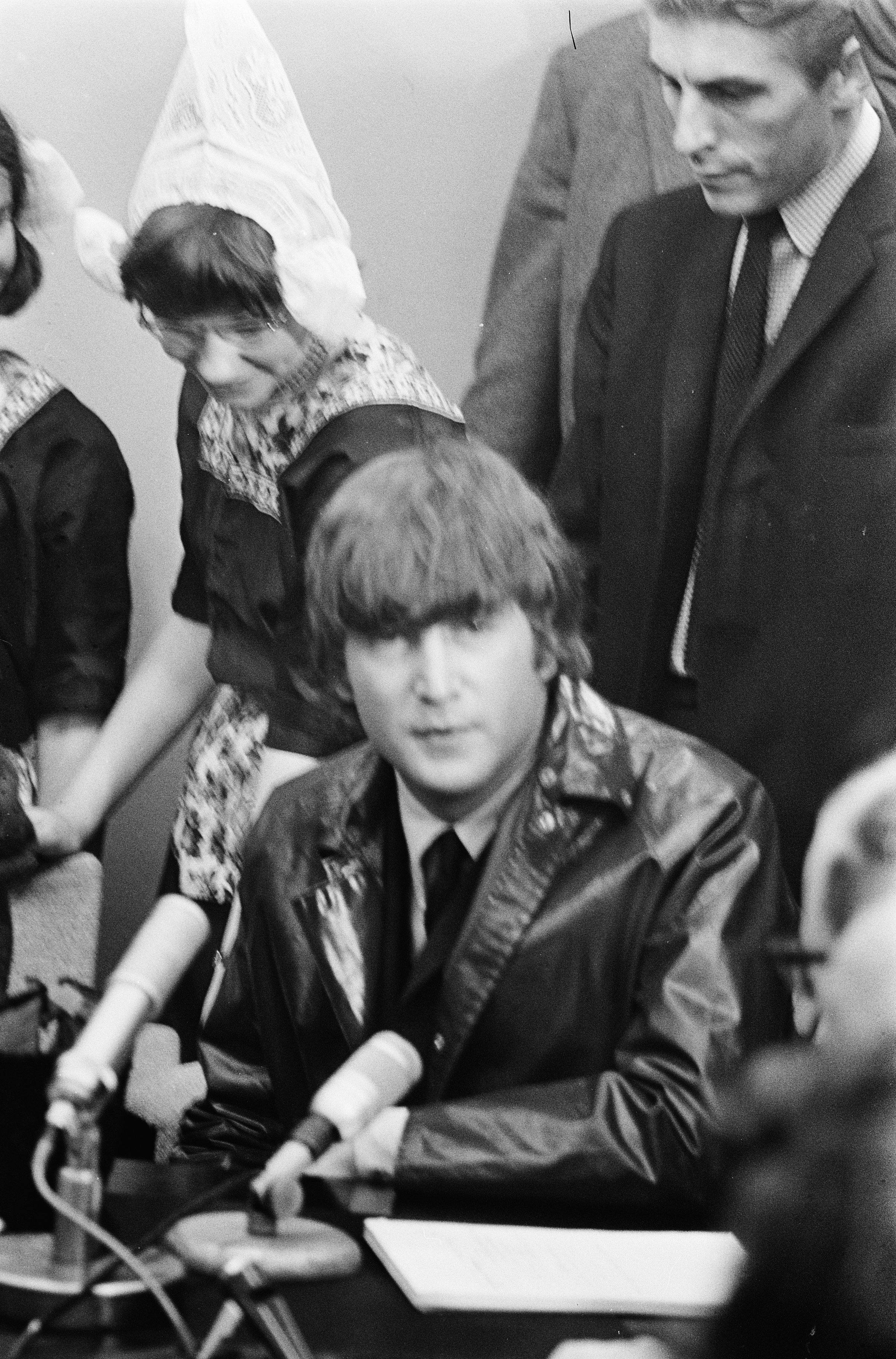
Tóc dài ở nam giới trong văn hóa thanh niên phương Tây trở nên phổ biến vào những năm 1960 và 1970 với nhóm nhạc the Beatles.

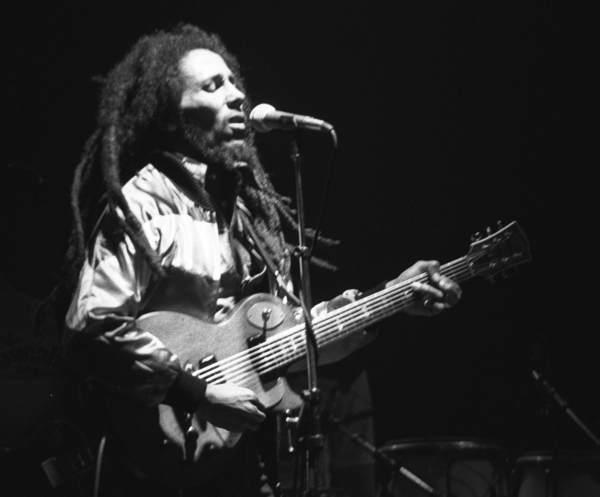
Bob Marley đã khiến văn hóa Rastafari và dreadlocks trở nên phổ biến bên ngoài Jamaica.

Trong thế kỷ 19, độ dài tóc của nam giới trong các nền văn hóa phương Tây rất khác nhau tùy theo quốc tịch, nghề nghiệp, tuổi tác, địa vị xã hội và thời trang. Tuy nhiên, trước Thế chiến thứ nhất, râu hầu hết đã được thay thế bằng ria mép và tóc thường được cắt ngắn đến trung bình. Tuy nhiên, tóc ngắn ở nam giới đã được giới thiệu trong Thế chiến thứ nhất cho binh lính. Chiến tranh chiến hào diễn ra từ năm 1914 đến 1918 đã khiến con người phải đối mặt với nguy cơ bị bọ chét và chấy xâm nhập, điều này đã khiến cấp trên ra lệnh cắt ngắn tóc, tạo ra một truyền thống quân sự mới.
Các nhà thơ Beat trong những năm 1950 đã để kiểu tóc dài hơn. Ngoài ra, nam giới và trẻ em trai thời điểm này đều có mái tóc ngắn gọn gàng, và để tóc dài hơn bị đánh giá thấp. Đến năm 1960, một cộng đồng "beatnik" nhỏ ở Newquay, Cornwall, Anh (bao gồm cả Wizz Jones trẻ tuổi) đã thu hút sự chú ý của hàng xóm vì để tóc dài quá vai, dẫn đến cuộc phỏng vấn trên truyền hình với Alan Whicker trong chương trình Tonight của BBC. Những năm 1960 cũng giới thiệu The Beatles, những người đã bắt đầu xu hướng tóc dài phổ biến hơn. Cuộc cách mạng xã hội của những năm 1960 đã dẫn đến sự hồi sinh của việc mọc tóc không kiểm soát, và tóc dài, đặc biệt là ở nam giới, được để như một biểu tượng hoặc phản đối chính trị hoặc phản văn hóa và như một biểu tượng của nam tính. Biểu tượng văn hóa này lan rộng đến một số quốc gia ở châu Mỹ, Tây Âu, Nam Phi và Úc. Xu hướng này thậm chí còn lan sang một số nước thuộc khối Đông Âu, chẳng hạn như nền văn hóa phụ Mánička của Tiệp Khắc, vốn bị chính quyền phân biệt đối xử vì họ coi đó là ảnh hưởng tư bản chủ nghĩa phương Tây không mong muốn. Các kiểu tóc dài cụ thể như dreadlocks đã trở thành một phần của các phong trào phản văn hóa tìm cách xác định các nền văn hóa và lối sống thay thế khác kể từ thời điểm này. Tóc dài nói chung vẫn phổ biến do sự nổi loạn của giới trẻ trong suốt thập kỷ tự do của những năm 1960. Xu hướng tóc dài phát triển cùng với sự lan rộng của phong trào hippie trong những năm 1960 và vào những năm 1970, kiểu tóc dài hơn sẽ trở thành tiêu chuẩn ở nam giới và phụ nữ.
Trong những năm 1970, sự phổ biến của nhạc reggae Jamaica và nhạc sĩ Bob Marley đã thúc đẩy sự quan tâm đến dreadlocks trên toàn thế giới. Triết lý chống lại sự thành lập của Rastafari, được thể hiện trong nhiều nhạc reggae thời bấy giờ, đã cộng hưởng với những người trẻ tuổi thiên tả thuộc mọi sắc tộc - đặc biệt và chủ yếu trong số người Mỹ gốc Phi và những người da đen khác, nhưng cũng trong số những người da trắng thuộc nền văn hóa phụ. Trong những năm 1980, quan điểm về tóc dài như một dấu hiệu duy nhất của bản sắc chính trị hoặc phản văn hóa đã bị phản đối và chế giễu trong các bộ phim như Rambo và nhiều anh hùng quân sự khác của phương tiện truyền thông thách thức quan điểm đương thời về truyền thống. Trong những năm 2000, kiểu tóc dài hơn ở nam giới trở nên phổ biến trong giới tân ngoại giáo và những người đam mê nhạc rock; ví dụ, các nhạc sĩ trong các ban nhạc metal và người hâm mộ của họ thường để tóc dài. Tóc dài có thể được nuôi dưỡng để quyên góp cho một tổ chức, chẳng hạn như Locks of Love, cung cấp tóc giả để giúp đỡ những người không thể có tóc nếu không, chẳng hạn như những người được chẩn đoán mắc bệnh alopecia areata. Ngày nay, tóc dài đã trở nên phổ biến hơn nữa. Ngay cả trong số những người đàn ông chính thống, việc để tóc dài đến lưng trên cũng được xã hội chấp nhận. Điều này một phần có thể là do xu hướng "man bun" nơi nam giới buộc tóc dài đến vai hoặc dài hơn của họ thành một búi tóc trên đỉnh đầu.

### Châu Mỹ

#### Người Mỹ bản địa

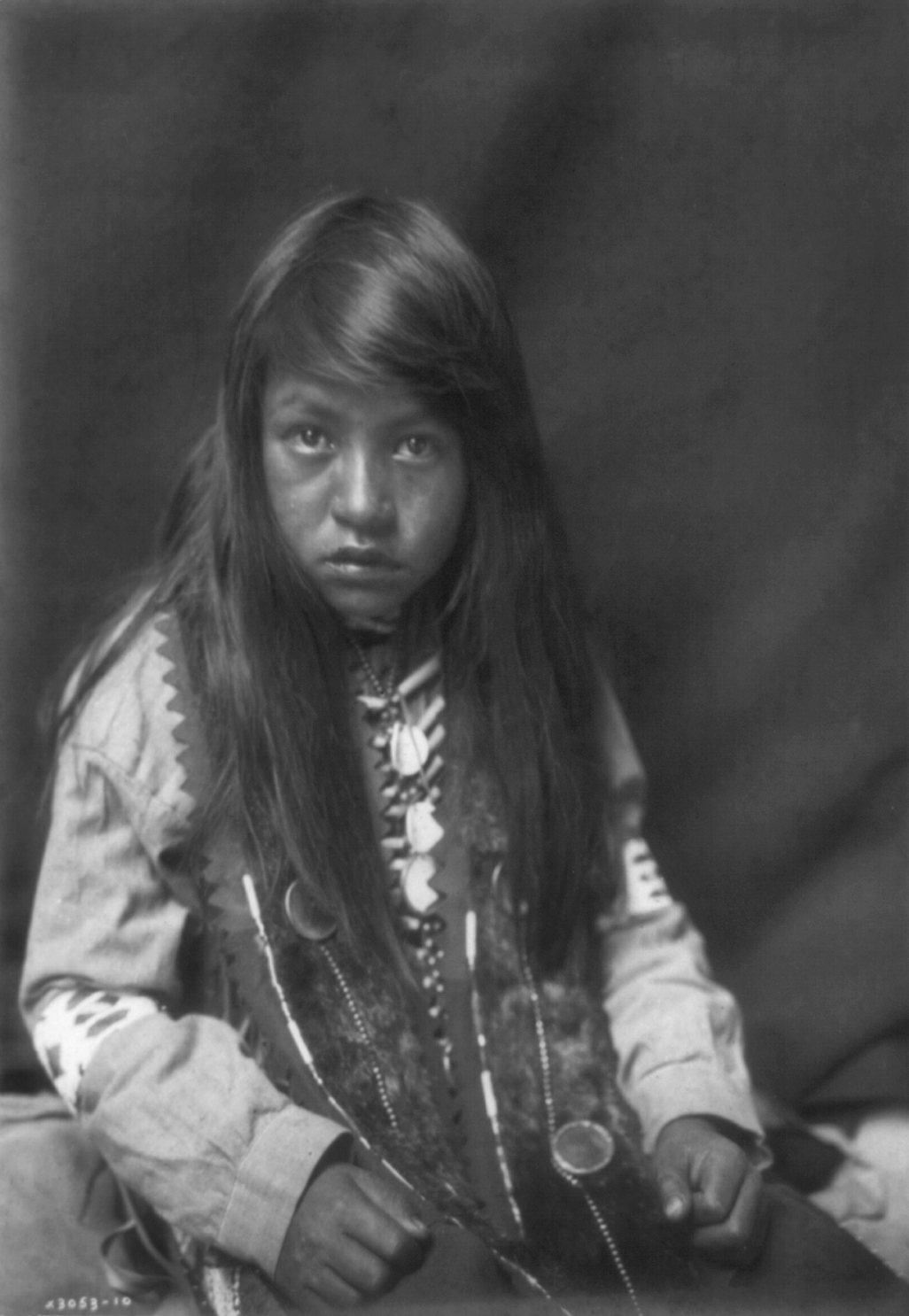
Cậu bé Yakama với mái tóc dài đến giữa lưng. (Ảnh của Edward S. Curtis, 1868–1952.)

Nhiều người đàn ông Mỹ bản địa để tóc dài trước khi các ảnh hưởng của phương Tây đến nền văn hóa của họ. (Ví dụ, trong truyền thuyết của người Cherokee, nam giới được cho là đẹp trai thường được mô tả là có "mái tóc dài gần chạm đất" hoặc những cụm từ tương tự.) Cả nam và nữ của những nền văn hóa này thường xuyên phải đấu tranh để duy trì truyền thống của mình nhưng đã phải đối mặt với sự phản đối gay gắt. Nhiều người coi đó là biểu hiện của việc nhượng bộ ảnh hưởng của phương Tây khi cắt tóc của họ. Những người định cư Mỹ đầu tiên đã coi những người đàn ông bản địa tóc dài là những kẻ nổi loạn chống lại xã hội văn minh của họ. Những người đàn ông núi và thợ săn bẫy thú đã nhận nuôi phong tục này cũng được coi là vô đạo đức và thường được xác định bởi mái tóc dài của họ. Tuy nhiên, kể từ các phong trào văn hóa của những năm 1960 và 1970, người Mỹ bản địa đã cảm thấy ít áp lực hơn khi phải cắt tóc ngắn, vì các phong trào khác nhau đã bảo vệ quyền văn hóa của họ. Ví dụ, một số tiểu bang đã nới lỏng quy định của nhà tù, cho phép người Mỹ bản địa để tóc dài trong thời gian bị giam cầm, cùng với các khoản trợ cấp văn hóa khác.

#### Người Mỹ gốc Phi
Khi nô lệ châu Phi được giải phóng ở Mỹ, họ đã phải đấu tranh để đạt được vị thế xã hội của người da trắng. Nhiều cựu nô lệ đã cố gắng thay đổi kiểu tóc của họ như một phần của cuộc đấu tranh này. Đặc biệt, phụ nữ cảm thấy áp lực phải làm cho tóc của họ thẳng, thay vì giữ kiểu tóc xoăn chặt mà họ đã biết. Tuy nhiên, trong phong trào đòi quyền công dân của những năm 1950 và 1960, những người Mỹ gốc Phi như Malcolm X đã ủng hộ những kiểu tóc như Afro và dreadlock, để tôn vinh chủng tộc của họ và quay trở lại cội nguồn Tây Phi.
Áp lực xã hội thời bấy giờ đã ảnh hưởng rất lớn đến những phụ nữ Mỹ này để họ có mái tóc thẳng như người da trắng. Điều này dẫn đến phong trào Black is beautiful, trong đó người Mỹ gốc Phi để tóc dài tự nhiên không qua xử lý và không chỉnh sửa. Gần đây hơn, nối tóc đã trở nên phổ biến. Một số học giả cho rằng vẫn có áp lực đối với phụ nữ da đen phải có mái tóc thẳng mượt. Amelia Jones cho rằng những con búp bê dành cho trẻ em, chẳng hạn như búp bê Barbie, càng làm tăng thêm áp lực này, và lấy ví dụ về một con búp bê Barbie da đen mới với mái tóc thẳng. Cô tin rằng người da đen nên được là chính mình mà không cảm thấy áp lực phải "thuần hóa" mái tóc của mình.

#### Bắc Mỹ đương đại
Năm 1972, ước tính có 24% phụ nữ Mỹ để tóc dài ngang vai hoặc dài hơn (44% phụ nữ trong độ tuổi từ 14 đến 44), nghĩa là tổng cộng có hơn 12% nam giới và phụ nữ. Tần suất tương tự được tìm thấy vào năm 2001, khi ước tính khoảng 13% dân số trưởng thành của Hoa Kỳ, cả nam và nữ, có tóc dài ngang vai hoặc dài hơn, khoảng 2,4% có tóc dài đến tận vai hoặc dài hơn, khoảng 0,3% có tóc dài ngang eo hoặc dài hơn và chỉ khoảng 0,017% có tóc dài đến tận mông hoặc dài hơn.
Ước tính có 27 triệu người có tóc dài ngang vai hoặc dài hơn ở Mỹ, khoảng 900.000 người có tóc dài đến eo, khoảng 40.000 người có tóc dài đến mông, khoảng 2.000 người có tóc dài đến đầu gối và khoảng 70 người có tóc dài đến mắt cá chân.
Các dữ liệu khác ước tính rằng 2–3% nam giới Mỹ có tóc dài và thêm 2% có tóc dài vừa phải, nghĩa là 95–96% có tóc ngắn. Ngoài ra, người ta ước tính rằng 24% phụ nữ có tóc dài và 43% có tóc trung bình, nghĩa là 33% có tóc ngắn. Xét rằng nam giới chiếm 49,2% dân số Mỹ và phụ nữ chiếm 50,8%, sự phân chia ước tính chiều dài tóc theo giới tính ở người Mỹ là 47% nam giới có tóc ngắn, 22% phụ nữ có tóc trung bình, 17% phụ nữ có tóc ngắn, 12% phụ nữ có tóc dài, 1% nam giới có tóc dài và 1% nam giới có tóc trung bình. Điều này có nghĩa là tổng cộng có 64% người có tóc ngắn, 23% người có tóc trung bình và 13% người có tóc dài.

### Châu Phi

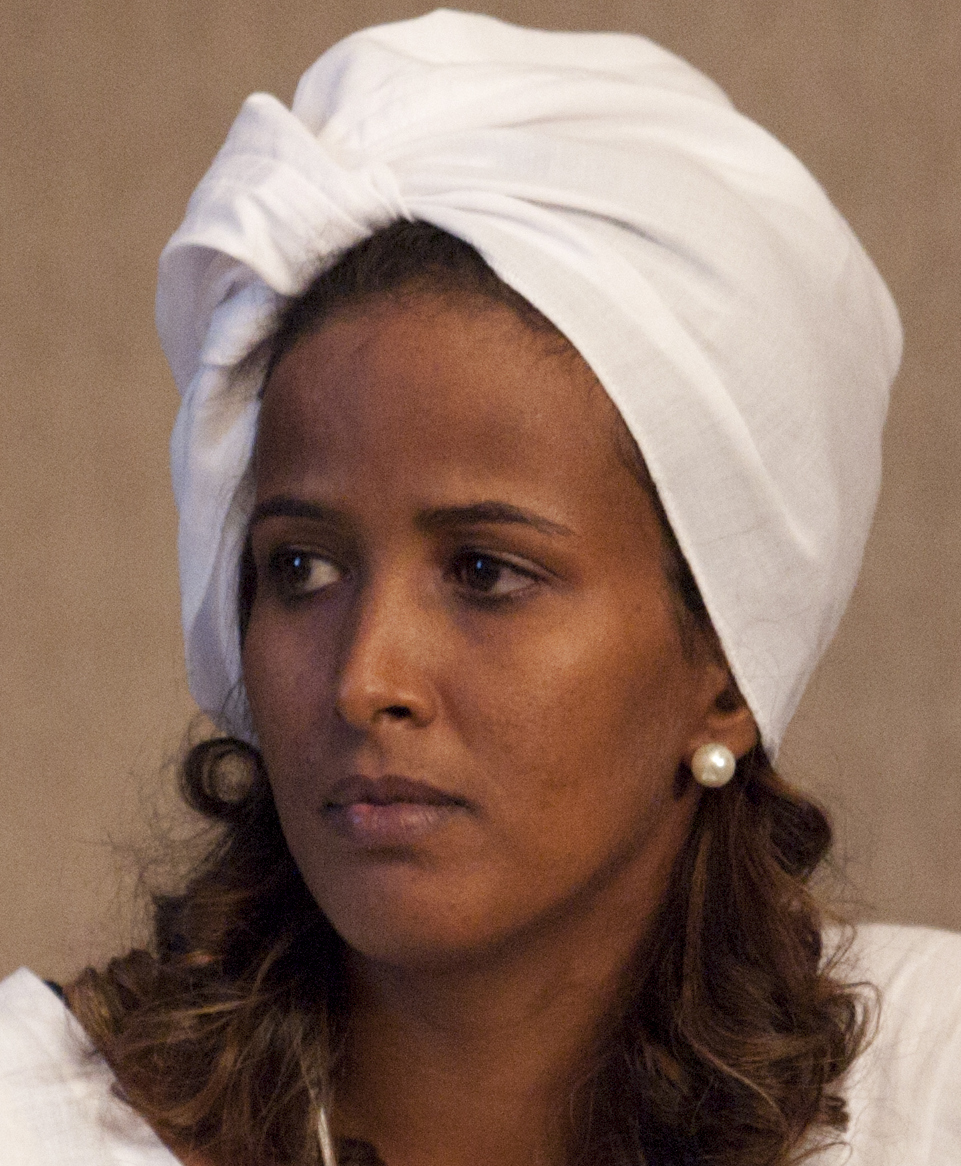
Người phụ nữ Somali với mái tóc dài ngang vai.

Trên khắp nhiều vùng ở Châu Phi, tóc afro là loại tóc phổ biến nhất, ngoại trừ trong số những người nói tiếng Afro-Asiatic (Hamito-Semitic) ở Bắc Phi và Sừng Châu Phi. Ở những khu vực sau, tóc dài tự nhiên phổ biến hơn.
Trong các nền văn hóa Tây Phi, phụ nữ có mái tóc dài được đánh giá rất cao. Tóc dài, dày được coi là dấu hiệu của sức khỏe, sức mạnh và khả năng sinh nhiều con. Để phù hợp với chủ đề chung này, những phụ nữ chưa đến tuổi kết hôn sẽ cạo một phần đầu để báo hiệu như vậy. Tuy nhiên, truyền thống này không kéo dài đến mọi nền văn hóa Tây Phi, vì một số nền văn hóa lại đánh giá cao mái tóc ngắn hơn.

### Châu Á
Trong lịch sử, các nền văn hóa Đông Á coi tóc dài là biểu tượng của tuổi trẻ và vẻ đẹp thẩm mỹ. Tóc dài gắn liền với đời sống riêng tư và tình dục. Các nền văn hóa Đông Á coi mái tóc dài, không chải chuốt ở phụ nữ là dấu hiệu của ý định tình dục hoặc cuộc gặp gỡ tình dục gần đây, vì thông thường tóc của họ được buộc lên. Phật tử tại gia có tóc dài, trong khi các nhà sư Phật giáo cạo đầu.

Người phụ nữ Nhật Bản chải mái tóc dài của mình. (Tranh khắc gỗ màu từ năm 1920 của Hashiguchi Goyō.)
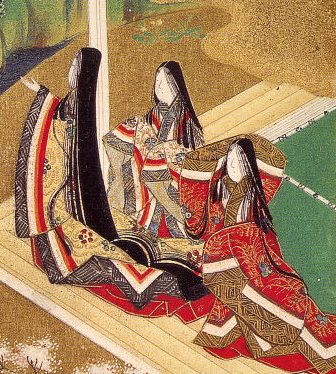
Minh họa cho Truyện Genji, được vẽ bởi Tosa Mitsuoki (1617–1691).
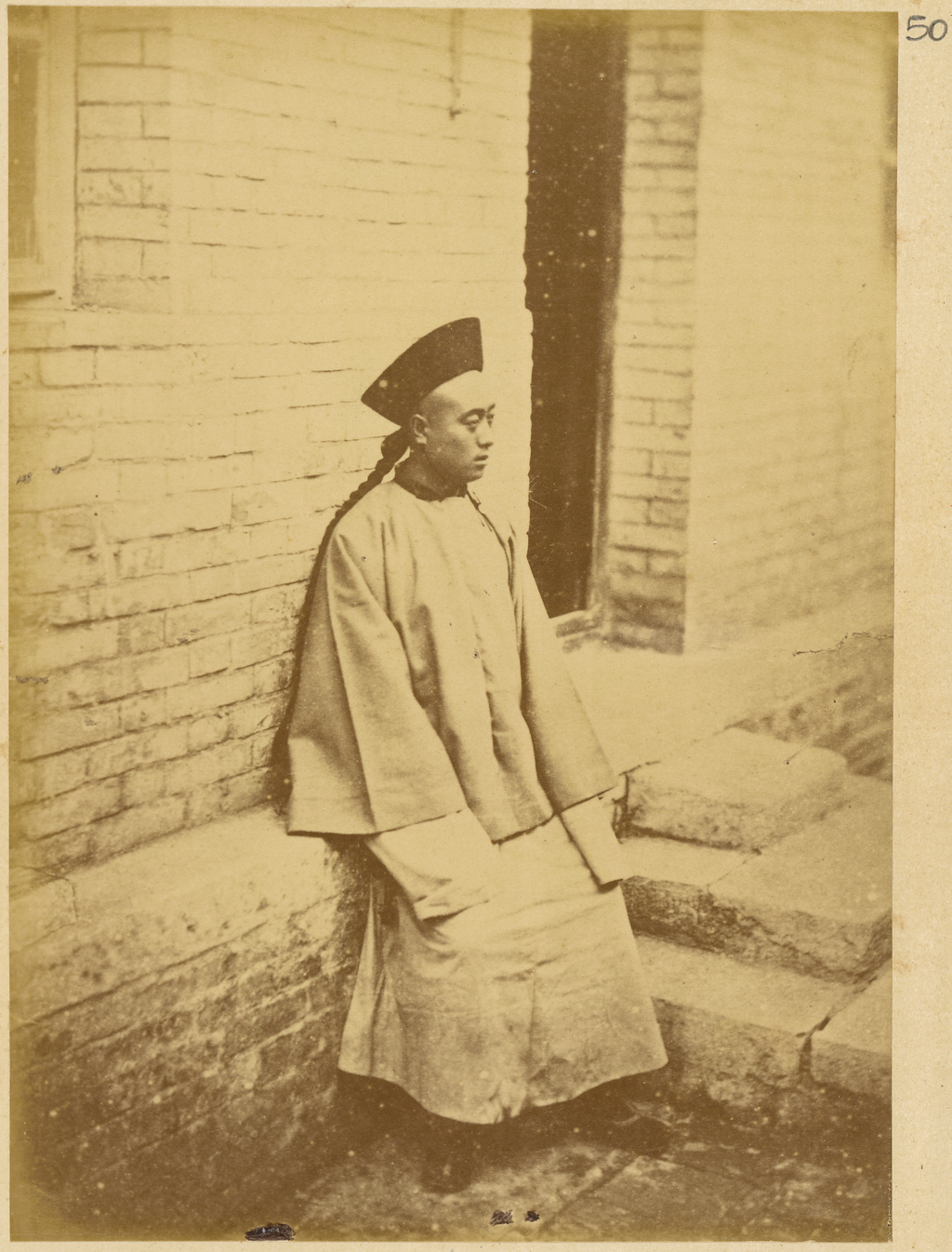
Người đàn ông Cơ đốc giáo Chính thống Trung Quốc từ năm 1874
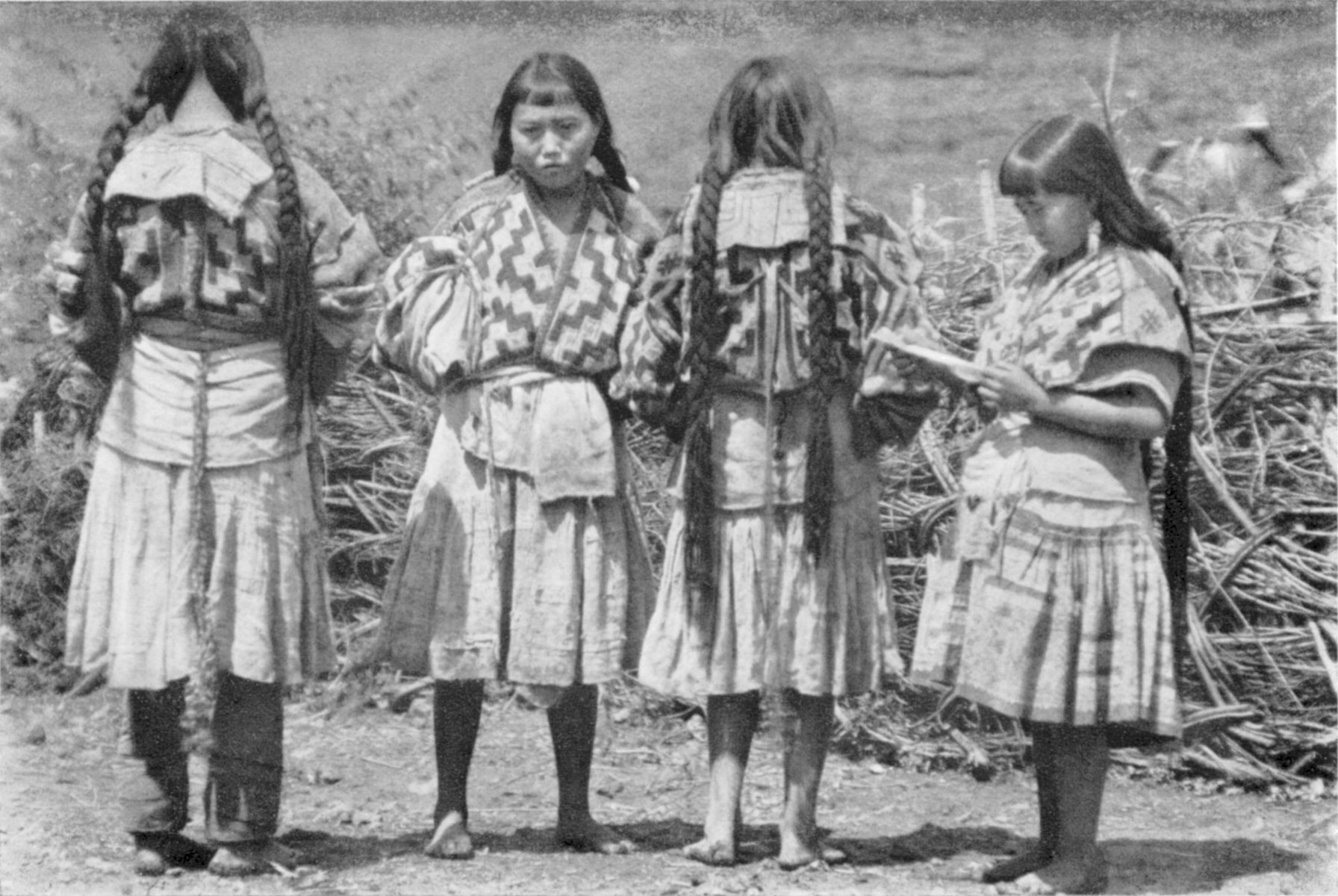
Những cô gái người Lô Lô ở Trung Quốc năm 1922.
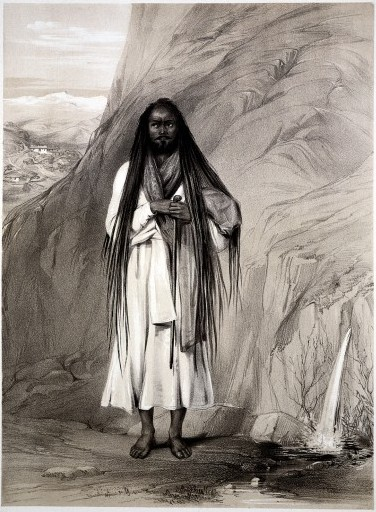
Một fakir hoặc sadhu Hindu với mái tóc dài. Tranh thạch bản năm 1844 của Emily Eden theo Lowes Cato Dickinson.

#### Trung Quốc
Ở Trung Quốc và Hàn Quốc cổ đại, tóc được coi là một di sản quý giá từ cha mẹ. Hầu hết mọi người sẽ không bao giờ cắt tóc sau khi trưởng thành và việc cắt tóc là một hình phạt cho những tội nhẹ. Cả nam và nữ đều búi tóc và nhiều kiểu búi tóc đã được phát triển.
Bắt đầu từ năm 1619, triều đại nhà Thanh của người Mãn Châu đã buộc tất cả nam giới ở Trung Quốc phải áp dụng kiểu tóc bím tóc: một bím tóc dài ở phía sau với tóc gần trán được cạo hoàn toàn. Chiều dài và kiểu tóc trở thành vấn đề sống còn vào năm 1645 khi người Mãn Châu nói với họ rằng tóc hoặc đầu của họ sẽ bị cắt. Hầu như mọi nhóm phiến quân nhà Hán đều bắt đầu bằng cách cắt bím tóc này (đặc biệt là trong trường hợp Thái Bình Thiên quốc, những người được gọi bằng tiếng Trung Quốc là "Tóc dài"), nhưng kiểu tóc bím tóc với hình phạt tử hình kéo dài cho đến năm 1911, khi người Trung Quốc cắt bím tóc cùng nhau vào thời điểm nổi loạn. Ban đầu, người Mỹ đánh giá những người lao động nhập cư Trung Quốc là những công nhân nghèo vì mái tóc dài của họ khiến họ liên tưởng đến phụ nữ.
Các nhà truyền giáo Hồi giáo và Cơ đốc giáo trong số người Trung Quốc là những người ủng hộ mạnh mẽ kiểu tóc ngắn hơn cho nam giới cải đạo của họ. Khoảng thời gian Phá hủy bốn điều cũ vào năm 1964, hầu như bất cứ thứ gì được coi là một phần của văn hóa Trung Quốc truyền thống đều có thể dẫn đến rắc rối với Hồng vệ binh cộng sản. Những món đồ thu hút sự chú ý nguy hiểm nếu bị bắt gặp ở nơi công cộng bao gồm đồ trang sức và tóc dài của nam giới. TNhững thứ này được coi là biểu tượng của lối sống tư sản, đại diện cho sự giàu có. Mọi người phải tránh chúng hoặc phải chịu những hậu quả nghiêm trọng như bị tra tấn và đánh đập bởi các vệ binh. Gần đây hơn, tóc dài đã bị chế giễu ở Trung Quốc từ tháng 10 năm 1983 đến tháng 12 năm 1983, như một phần của Chiến dịch chống ô nhiễm tinh thần ngắn ngủi và không thành công.
Ngoài ra, trong thơ ca cổ và hiện đại Trung Quốc, tóc dài là một biểu tượng phổ biến được các nhà thơ sử dụng, chẳng hạn như Lý Bạch và Lý Thương Ẩn, để thể hiện nỗi buồn và u uất của họ.

#### Đông Nam Á
Ở Đông Nam Á và Indonesia, tóc dài của nam giới được đánh giá cao cho đến thế kỷ 17, khi khu vực này tiếp thu các ảnh hưởng bên ngoài bao gồm Hồi giáo và Cơ đốc giáo. Các nền văn hóa xâm lược cũng áp đặt kiểu tóc ngắn hơn cho nam giới như một dấu hiệu của sự phục tùng. Họ cũng bối rối bởi kiểu tóc ngắn của phụ nữ ở một số khu vực, chẳng hạn như Thái Lan, và cố gắng giải thích lý do tại sao phụ nữ trong khu vực lại có mái tóc ngắn như vậy. Họ đã nghĩ ra một số câu chuyện thần thoại, trong đó có câu chuyện về một vị vua tìm thấy một sợi tóc dài trong bát cơm của mình và trong cơn thịnh nộ đã yêu cầu tất cả phụ nữ phải cắt tóc ngắn.
Nam Á
Ở Ấn Độ, đặc biệt là ở các vùng nông thôn, các bé gái và phụ nữ trẻ thường để tóc rất dài, thường dài đến hông hoặc đùi. Tóc dài ở Ấn Độ được coi là một phần thiết yếu của người phụ nữ.

#### Nhật Bản
Ở Nhật Bản thời trung cổ, đàn ông thời Heian không mấy quan tâm đến vẻ đẹp thể chất của phụ nữ và hiếm khi có cơ hội nhìn thấy nó. Đặc điểm ngoại hình duy nhất được quan tâm là mái tóc của phụ nữ, phải dày và dài hơn cả cô ấy.

## Trong tôn giáo

### Do Tháo giáo

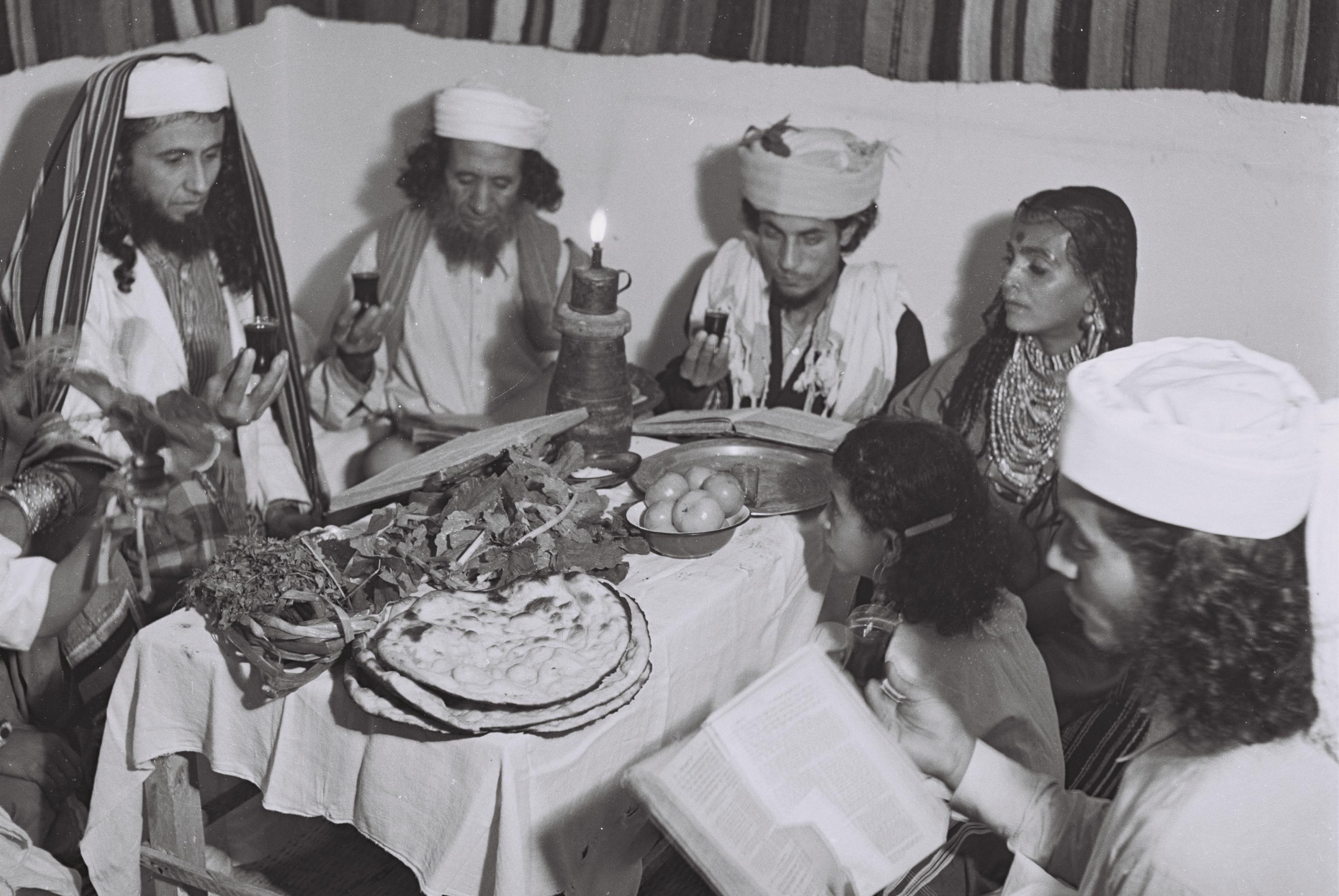
Người Do Thái Habbani đang ăn mừng Seder Passover. Người Do Thái Habbani có xu hướng để tóc dài.

Trong Cựu Ước, người Na-xi-rê sẽ không cắt tóc trong một thời gian dài để thể hiện lòng sùng kính đối với Đức Chúa Trời. Samson là một ví dụ; sức mạnh của anh phụ thuộc vào việc anh không cắt tóc, được mô tả là được bện "bảy lọn".
Do Thái giáo Chính thống giáo nghiêm cấm nam giới cắt tóc mái, nhưng các kiểu tóc khác có thể được giữ theo ý muốn. Tóc không được cắt trong thời gian tang tóc. Sách Phục truyền luật lệ ký 14:1 của Torah cấm việc cạo tóc để tang người chết.

### Hồi giáo

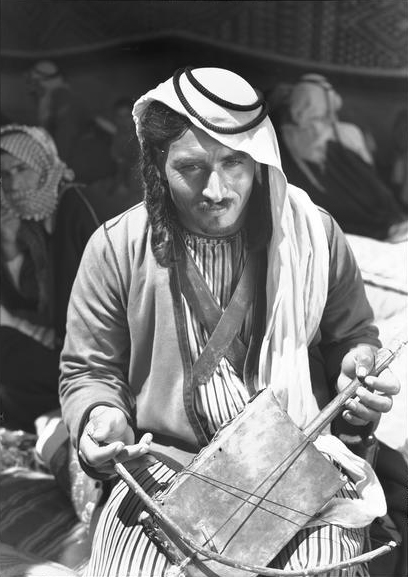
Người Bedouin ở Transjordan với mái tóc dài ngang vai trong Thế chiến thứ hai

Trong quá khứ, người Bedouin theo đạo Hồi thường để tóc dài và tết thành bím, nhưng ảnh hưởng từ phương Tây đã khiến thái độ của họ thay đổi. Người Bedouin hiện nay ít có khả năng để tóc dài hơn. Các nước Hồi giáo ở Bắc Phi như Ai Cập coi mái tóc dài của nam giới là hiện đại và trong một trường hợp, cảnh sát Ai Cập coi đó là dấu hiệu của Satan và của một kẻ ngoại đạo. Các nhà cai trị Tây Ban Nha trong thời Trung cổ nghi ngờ những người đàn ông tóc dài là người Moor hoặc Morisco, do đó, tóc dài bị cấm vì người ta tin rằng đó là một phong tục của người Moor. Tuy nhiên, đàn ông Bắc Phi hiện đại đã cắt tóc ngắn theo kiểu phương Tây.
Người Hồi giáo coi Muhammad là tấm gương tốt nhất để sống theo, và cố gắng noi theo ông bất cứ khi nào có thể. Muhammad được báo cáo trong Sahih Muslim có mái tóc "dài qua vai và dái tai". Sahih Bukhari, được coi là cuốn sách hadith xác thực nhất, cũng hỗ trợ điều này bằng cách sử dụng ví dụ chính về Isa (Jesus). Muhammad cũng miêu tả Jesus là "có mái tóc dài ngang dái tai."  Malik's Muwatta 51.2.6 báo cáo, Yahya kể cho tôi từ Malik từ Yahya ibn Said rằng Abu Qatada al-Ansari nói với Sứ giả của Allah, xin Allah ban phước cho ông và ban cho ông sự bình an, "Tôi có rất nhiều tóc dài đến vai, tôi có nên chải nó không?" Sứ giả của Allah, xin Allah ban phước cho ông và ban cho ông sự bình an, nói, "Có, và hãy tôn vinh nó." Đôi khi Abu Qatada còn bôi dầu cho tóc hai lần trong một ngày vì Sứ giả của Allah, xin Allah ban phước cho ông và ban cho ông sự bình an, đã nói với ông ấy. "Hãy tôn vinh nó."
Đối với phụ nữ, cả Kinh Qur'an hay Sunnah đều không nói rõ rằng phụ nữ không thể cắt tóc. Hadith có đề cập rằng phụ nữ không nên bắt chước đàn ông, và ngược lại, và do đó, nhiều học giả dựa trên giả định này, quy định rằng phụ nữ nên để tóc dài hơn tóc của Muhammad, dài hơn vai, vì hadith có đề cập rằng Muhammad có mái tóc giữa vai và dái tai của mình. (Ông miêu tả mái tóc của Jesus, dài đến tận dái tai, là dài.)
Tuy nhiên, theo một số hadith liên quan đến các quy tắc về awrah, phụ nữ được yêu cầu để tóc dài, đủ dài để che ngực hoặc các bộ phận awrah của cơ thể khi họ được chôn cất, vì cô ấy không có quần áo và tóc dài sẽ được sử dụng làm vật che phủ thay thế.
Một số người Hồi giáo cũng phản đối việc nam giới có tóc dài vì trong đạo Hồi, điều quan trọng là phải có sự khác biệt rõ ràng (về ngoại hình) giữa hai giới tính. Nói chung, những nền văn hóa này khuyến khích phụ nữ có tóc dài và nam giới có tóc ngắn. Taliban ở Afghanistan coi tóc dài của nam giới là ảnh hưởng của phương Tây và đã trừng phạt điều này bằng cách bắt giữ và cắt tóc cưỡng bức, Mặc dù điều này sẽ mâu thuẫn trực tiếp với sunnah của Muhammad. Các biện pháp tương tự đã được các chiến binh Hồi giáo ở Iraq thực hiện. Mặc dù vậy, một số thành viên của bộ tộc Mehsud liên kết với Taliban vẫn có thể nhận ra họ bằng mái tóc dài của họ. Chiến binh Hồi giáo Saudi Amir Khattab cũng nổi tiếng với mái tóc dài của mình. Những người theo đạo Dervish của một số giáo phái Sufi, chẳng hạn như Kasnazani, thường có mái tóc dài và xoay nó trong các nghi lễ.

### Sikh giáo
Đối với người Sikh, Kesh là tập tục để tóc mọc tự nhiên vì tóc dài được coi là một hukam/lệnh của Satguru/Thánh.